# Baunach
Baunach är en stad i Landkreis Bamberg i Regierungsbezirk Oberfranken i förbundslandet Bayern i Tyskland.
Staden ingår i kommunalförbundet Baunach tillsammans med kommunerna Gerach, Lauter och Reckendorf.